# Ed Souza
Ed Souza (Fall River, 1921. szeptember 22. – Warren, 1979. május 19.) amerikai labdarúgó, csatár.

## Karrierje
A portugál felmenőkkel rendelkező Souza a rendelkezésre álló információk alapján biztosan játszott a Ponta Delgadában.
A válogatottal biztosan részt vett az 1950-es vb-n, azonban arról nincs biztos információ, hogy hány meccsen lépett pályára, illetve hány gólt szerzett a nemzeti csapatban. Egyes információk szerint hat meccsen egy gólt szerzett, más források szerint ez a mutató 8/3.
Csapattársa, John Souza nem volt rokona.